# Nancy Nichols Barker
Nancy Nichols Barker, née le 26 décembre 1925 à Mount Vernon, dans l’État de New York, aux États-Unis d’Amérique, et décédée le 30 mars 1994, est une historienne américaine, professeur à l’université du Texas à Austin.

## Biographie
Barker obtient en 1946 un bachelor’s degree au Vassar College, puis une maîtrise et un doctorat à l’université de Pennsylvanie respectivement en 1946 et en 1955. Après avoir effectué une brève période d’enseignement à l’université du Delaware, elle intègre le corps professoral de l’université du Texas à Austin en 1955. Barker est spécialiste de l’histoire de la diplomatie française.
Son travail, en tant que traductrice et éditrice de The French Legation in Texas, est récompensé par le prix Gilbert-Chinard, le G. Roberts Summerfield Award, le prix du Mérite de l’American Association for State and Local History (l’Association américaine pour l’histoire locale et de l’État). Elle reçoit aussi un prix de la Société américaine d’histoire en 1989 pour sa biographie consacrée à Philippe d’Orléans et intitulée Brother to the Sun King.
Le docteur Barker était d’ailleurs membre de la Société américaine d’histoire, mais aussi de la Society for French Historical Studies (Société d’études historiques françaises), et de la Western Society for French Historical Studies (Société occidentale [américaine] d’études historiques françaises).

## Œuvre
- (en) Distaff diplomacy : the Empress Eugénie and the foreign policy of the Second Empire, Austin, University of Texas Press, 1967, 264 p. (OCLC 203568)
- (en) The French experience in Mexico : a history of constant misunderstanding, Chapel Hill, University of North Carolina Press, 1979, 264 p. (ISBN 978-0-8078-1339-3)
- (en) Brother to the Sun King : Philippe, Duke of Orléans, Baltimore, Johns Hopkins University Press, 1989, 317 p. (ISBN 978-0-8018-3791-3)